# Талнахит
Талнахи́т — минерал, принадлежащий группе халькопиритов. Он был назван в честь российского города Талнах около Норильска (ныне Талнах — это один из районов Норильска) в Восточной Сибири, где геологи Будко И. А. и Кулагов Э. А. обнаружили этот минерал в виде рудного депозита в 1963 году. Официальное название Талнахит было присвоено в 1968 году. Несмотря на первоначальные сообщения, оказалось, что он не является гранецентрированной высокотемпературной формой медного колчедана, а представляет собой вещество с формулой — Cu18(Fe, Ni)18S32. При температуре в диапазоне 80—100 °C он разлагается на минералы кубанит (en) и борнит.